# Барбьери, Оттавио
Оттавио Барбьери (итал. Ottavio Barbieri; 10 апреля 1899, Генуя — 28 декабря 1949, Генуя) — итальянский футболист, игравший на позиции защитника. По завершении игровой карьеры — футбольный тренер.
Почти всю карьеру игрока провёл в клубе «Дженоа», выступал за национальную сборную Италии. Чемпион Италии и как футболист и как тренер.

## Клубная карьера
Родился 30 апреля 1899 года в городе Генуя. Воспитанник юношеских команд футбольных клубов «Стелла Аудаче» и «Санта-Маргерита».
Во взрослом футболе дебютировал в 1919 году выступления за команду клуба «Дженоа», в которой провёл тринадцать сезонов, приняв участие в 299 матчах чемпионата. Большую часть времени, проведённого в составе «Дженоа», был основным игроком защиты команды. За это время дважды завоевывал титул чемпиона Италии.
Завершил профессиональную игровую карьеру в клубе «Сампьердаренезе», за команду которого выступал на протяжении 1932—1932 годов.

## Выступления за сборную
В 1921 году дебютировал в официальных матчах в составе национальной сборной Италии. В течение карьеры в национальной команде, которая длилась 10 лет, провёл в форме главной команды страны 21 матч.
В составе сборной был участником футбольного турнира на Олимпийских играх 1924 в Париже.

## Карьера тренера
По завершении игровой карьеры остался в структуре «Сампьердаренезе», где возглавил вторую команду.
В 1933 гоу возглавил клуб «Л’Акуила», который в первом же сезоне вывел в Серию В, после чего тренировал клуб «Рапалло» и «Виртус Энтелла».
В 1936 году Оттавио стал главным тренером «Аталанты», которую в первом же сезоне вывел в Серию А, но удержаться там не сумел, и 1938 году покинул клуб.
В том же году Барбьери стал ассистентом Уильяма Гарбатта в клубу «Дженоа 1893», а после его ухода сам возглавил команду, приведя её к четвёртому места в Серии А.
В 1941—1942 годах специалист снова работал с «Рапалло», после чего возглавил «Специю». В разгар Второй мировой войны Футбольная федерация Италии решила организовать турнир в северной части Италии, которую контролировали фашисты. «Специя» под руководством Оттавио Барбьери была сформирована в основном игроками из числа пожарных города и выиграла чемпионат Италии в 1944 году, однако Футбольная федерация Италии, видя, что чемпионат был выигран командой любителей отказались его признавать. Только в 2002 году «Специя» была признана победителем этого турнира.
После войны Оттавио снова работал с «Сампьердаренезе», «Дженоа» и «Специей», а в сезоне 1948/49 работал в Серии В с «Сереньо».
В 1949 году возглавил клуб «Луккезе». 18 декабря 1949 году он провёл свою последнюю игру в статусе тренера. Его команда выиграла у «Сампдории» со счётом 3: 0, после игры он был госпитализирован в больнице Генуи, где и умер десять дней спустя, 28 декабря 1949 года на 51-м году жизни.

## Статистика клубных выступлений
| Сезон             | Команда           | Чемпионат         | Чемпионат | Чемпионат |
| Сезон             | Команда           | Лига              | Игр       | Голов     |
| ----------------- | ----------------- | ----------------- | --------- | --------- |
| 1919-20           | «Дженоа»          | А                 | 14        | 1         |
| 1920-21           | «Дженоа»          | А                 | 20        | 0         |
| 1921-22           | «Дженоа»          | А                 | 23        | 0         |
| 1922-23           | «Дженоа»          | А                 | 25        | 1         |
| 1923-24           | «Дженоа»          | А                 | 25        | 0         |
| 1924-25           | «Дженоа»          | А                 | 26        | 1         |
| 1925-26           | «Дженоа»          | А                 | 17        | 5         |
| 1926-27           | «Дженоа»          | А + КИ            | 27        | 1         |
| 1927-28           | «Дженоа»          | А                 | 32        | 1         |
| 1928-29           | «Дженоа»          | А                 | 29        | 1         |
| 1929-30           | «Дженоа»          | A                 | 31        | 0         |
| 1930-31           | «Дженоа»          | A                 | 22        | 0         |
| 1931-32           | «Дженоа»          | A                 | 10        | 0         |
| Всего за «Дженоа» | Всего за «Дженоа» | Всего за «Дженоа» | 301       | 11        |
| 1932-33           | «Сампьердаренезе» | B                 | 3         | 0         |
| всего             | всего             |                   | 304       | 11        |

## Титулы и достижения

### Как игрока
- Чемпион Италии (2):

«Дженоа»: 1922-23, 1923-24

### Как тренера
- Чемпион Италии (1):

«Специя»: 1943-44